# Leichtathletik-Weltmeisterschaften 1995/5000 m der Männer

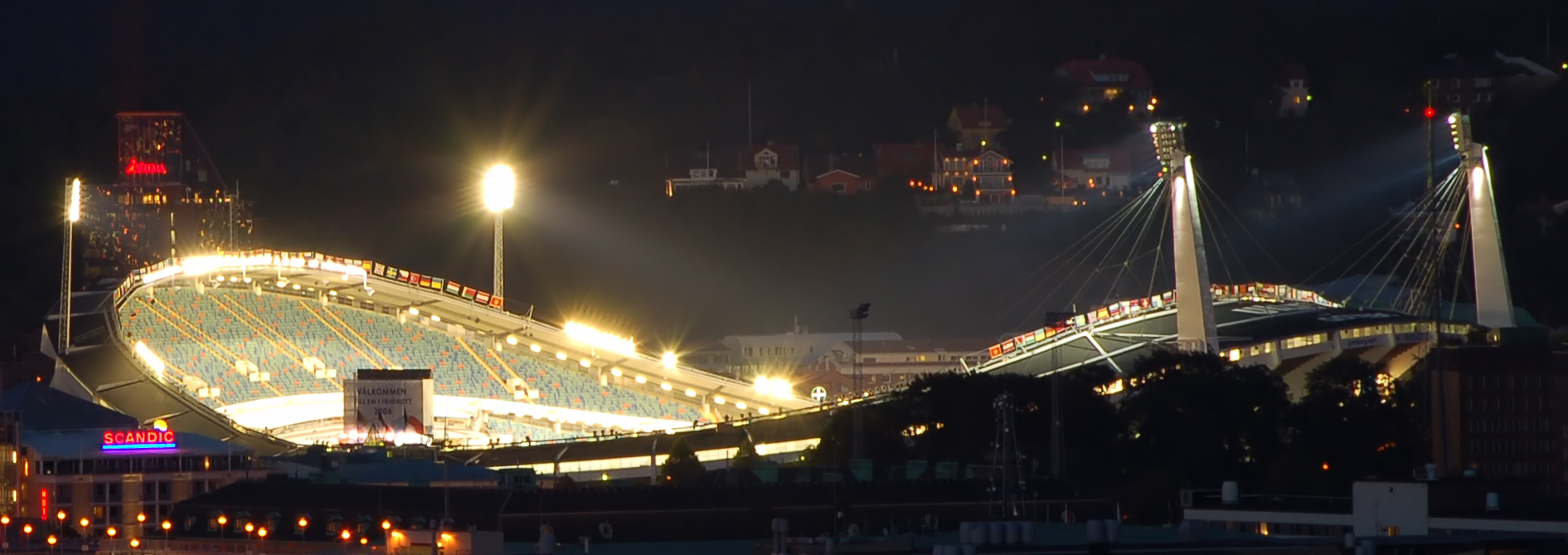
Das Göteborger Ullevi-Stadion im Jahr 2006

Der 5000-Meter-Lauf der Männer bei den Leichtathletik-Weltmeisterschaften 1995 wurde am 11. und 13. August 1995 im Göteborger Ullevi-Stadion ausgetragen.
In diesem Wettbewerb errangen die Langstreckenläufer aus Kenia mit Gold und Bronze zwei Medaillen. Weltmeister wurde Titelverteidiger Ismael Kirui. Den zweiten Platz belegte der Marokkaner Khalid Boulami. Bronze ging an Shem Kororia.

## Bestehende Rekorde
| Weltrekord               | 12:55,30 min | Moses Kiptanui | Rom, Italien                      | 8. Juni 1995    |
| Weltmeisterschaftsrekord | 13:02,75 min | Ismael Kirui   | WM 1993 in Stuttgart, Deutschland | 16. August 1993 |

Der bestehende WM-Rekord wurde bei diesen Weltmeisterschaften nicht eingestellt und nicht verbessert.

## Vorrunde
15. August 1995, 19:55 Uhr
Die Vorrunde wurde in drei Läufen durchgeführt. Die ersten vier Athleten pro Lauf – hellblau unterlegt – sowie die darüber hinaus drei zeitschnellsten Läufer – hellgrün unterlegt – qualifizierten sich für das Viertelfinale.

### Vorlauf 1
11. August 1995, 20:50 Uhr
| Platz | Name                  | Nation         | Zeit (min) |
| ----- | --------------------- | -------------- | ---------- |
| 1     | Dieter Baumann        | Deutschland    | 13:30,59   |
| 2     | Brahim Lahlafi        | Marokko        | 13:31,21   |
| 3     | Philemon Hanneck      | Simbabwe       | 13:31,93   |
| 4     | Worku Bikila          | Äthiopien      | 13:32,47   |
| 5     | Enrique Molina        | Spanien        | 13:32,87   |
| 6     | Robert Denmark        | Großbritannien | 13:37,14   |
| 7     | Simon Chemoiywo       | Kenia          | 13:39,04   |
| 8     | Réda Benzine          | Algerien       | 13:45,39   |
| 9     | Hamid Sadjadi         | Iran           | 13:53,40   |
| 10    | Jan Pešava            | Tschechien     | 13:53,86   |
| 11    | Panagiotis Papoulias  | Griechenland   | 14:00,93   |
| 12    | Atiq Naaji            | Frankreich     | 14:06,28   |
| 13    | Bahadur Prasad        | Indien         | 14:09,51   |
| 14    | Jim Spivey            | USA            | 14:25,39   |
| 15    | Mahmoud-Hasini Sreiss | Jordanien      | 14:38,15   |
| DNS   | Paulo Guerra          | Portugal       |            |

### Vorlauf 2
11. August 1995, 20:25 Uhr
| Platz | Name               | Nation         | Zeit (min) |
| ----- | ------------------ | -------------- | ---------- |
| 1     | Gennaro Di Napoli  | Italien        | 13:23,87   |
| 2     | Khalid Boulami     | Marokko        | 13:24,05   |
| 3     | Mark Carroll       | Irland         | 13:24,19   |
| 4     | Ismael Kirui       | Kenia          | 13:24,30   |
| 5     | Anacleto Jiménez   | Spanien        | 13:24,83   |
| 6     | John Nuttall       | Großbritannien | 13:25,18   |
| 7     | Abdellah Béhar     | Frankreich     | 13:26,70   |
| 8     | Róbert Štefko      | Slowakei       | 13:30,70   |
| 9     | Mark Coogan        | USA            | 13:36,86   |
| 10    | Aurélio Handanga   | Angola         | 13:40,12   |
| 11    | Wener Kaschajew    | Russland       | 13:45,35   |
| 12    | Silvio Guerra      | Ecuador        | 13:45,81   |
| DNF   | Abdel Kareem Moti  | Palästina      |            |
| DNF   | José Ramos         | Portugal       |            |
| DNS   | Haile Gebrselassie | Äthiopien      |            |
| DNS   | Charles Mulinga    | Sambia         |            |

### Vorlauf 3
11. August 1995, 20:50 Uhr
| Platz | Name                    | Nation         | Zeit (min) |
| ----- | ----------------------- | -------------- | ---------- |
| 1     | Ismaïl Sghyr            | Marokko        | 13:24,56   |
| 2     | Fita Bayisa             | Äthiopien      | 13:25,19   |
| 3     | Shem Kororia            | Kenia          | 13:25,27   |
| 4     | Bob Kennedy             | USA            | 13:26,72   |
| 5     | Shaun Creighton         | Australien     | 13:29,43   |
| 6     | Manuel Pancorbo         | Spanien        | 13:33,74   |
| 7     | Ricardo Herrera         | Mexiko         | 13:35,90   |
| 8     | Cormac Finnerty         | Irland         | 13:36,01   |
| 9     | Mohamed Ezzher          | Frankreich     | 13:37,05   |
| 10    | Yahia Azaïdj            | Algerien       | 13:47,63   |
| 11    | Ruddy Walem             | Belgien        | 13:59,87   |
| 12    | Adrian Passey           | Großbritannien | 14:08,06   |
| 13    | Sipho Dlamini           | Swasiland      | 14:34,99   |
| 14    | Ali Awad                | Libanon        | 14:46,80   |
| 15    | Said Gomez              | Panama         | 15:07,13   |
| DNS   | Alyan Sultan Al Qahtani | Saudi-Arabien  |            |

## Finale

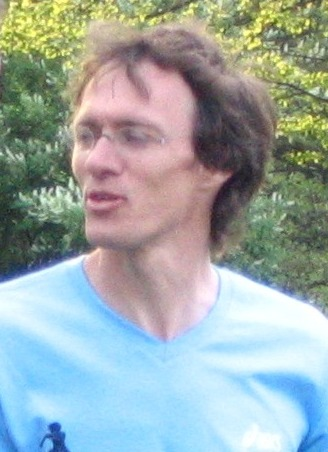
Dieter Baumann, 1992 Olympiasieger, 1988 Olympiazweiter und 1994 Europameister, musste sich hier mit Platz neun begnügen

13. August 1995, 17:15 Uhr
| Platz | Name              | Nation         | Zeit (min) |
| ----- | ----------------- | -------------- | ---------- |
| 1     | Ismael Kirui      | Kenia          | 13:16,77   |
| 2     | Khalid Boulami    | Marokko        | 13:17,15   |
| 3     | Shem Kororia      | Kenia          | 13:17,59   |
| 4     | Ismaïl Sghyr      | Marokko        | 13:17,86   |
| 5     | Brahim Lahlafi    | Marokko        | 13:18,89   |
| 6     | Worku Bikila      | Äthiopien      | 13:20,12   |
| 7     | Bob Kennedy       | USA            | 13:32,10   |
| 8     | Fita Bayisa       | Äthiopien      | 13:34,52   |
| 9     | Dieter Baumann    | Deutschland    | 13:39,98   |
| 10    | Philemon Hanneck  | Simbabwe       | 13:41,28   |
| 11    | Gennaro Di Napoli | Italien        | 13:46,51   |
| 12    | Mark Carroll      | Irland         | 13:46,80   |
| 13    | Anacleto Jiménez  | Spanien        | 13:48,53   |
| 14    | John Nuttall      | Großbritannien | 13:49,25   |
| 15    | Abdellah Béhar    | Frankreich     | 14:19,04   |

## Video
- Men's 5000m Final - 1995 IAAF World Athletics Championships auf youtube.com, abgerufen am 25. Mai 2020